# Tibble kyrka
Tibble kyrka är en kyrka men även ett kyrkligt administrativt centrum i Täby församling, Stockholms stift. Kyrkan är belägen i Tibble nära Täby centrum. Kyrkan har kallats Roslagens katedral.

## Kyrkobyggnaden
Namnet avser egentligen endast det stora kyrkorum som utgör byggnadens fjärde våning. Dock har namnet Tibble kyrka med åren kommit att bli benämningen på det komplex som inhyser stora delar av Täby församlings praktiska och administrativa verksamhet. I byggnaden finns bland annat restaurang, hobbylokaler, förskola, fritidsgård, kapell, pastorsexpedition samt kyrkolokal m.m.
Huset är ritat av Göran Kjessler och Gudrun Steenberg och är ett av Sveriges största kyrkliga administrativa centra, då det är medelpunkt i en av Sveriges största församlingar, Täby församling. Själva kyrkan togs i bruk vid en ceremoni första advent 1976 med biskop Ingmar Ström. Först år 1978 genomfördes invigningen av kontraktsprosten Carl-Erik Wenngren.
Kyrkorummet är orienterat i sydost-nordväst med koret i sydost. Golvet är belagt med kalksten. Vid koret finns ett runt korgolv som ligger ett trappsteg högre. Rummets enda utsmyckning är glasmosaik. Innertaket är plant och täcks med ljuddämpande plattor i mörkgrått. De 950 kvadratmeter stora glasmosaikväggarna i kyrksalen är utförda av konstnären Mogens Jørgensen och hans hustru Gudrun Steenberg.

## Inventarier
- Kyrkans liturgiska silver är formgivet av silversmeden Bengt Liljedahl.
- Altare, dopfunt, predikstol samt bänkar är ritade av Göran Kjessler. Predikstol, bänkar och knäfall är av grålaserad furu.
- Det höga korset i furu är ritat av Gudrun Steenberg.
- Orgeln är byggd 1977 av Frederiksborgs Orgelbyggeri i Hillerød i Danmark. Tillhörande orgelfasad är ritad av Göran Kjessler.

| Man I. Huvudverk C-g3 | Man II.Svällverk C-g3 | Man III. Positiv C-g3 | Pedal           | Koppel |
| --------------------- | --------------------- | --------------------- | --------------- | ------ |
| Gedackt 16'           | Violonprincipal 8'    | Spetsgedackt 8'       | Principal 16'   |        |
| Principal 8'          | Gedackt 8'            | Kvintadena 8'         | Subbas 16'      |        |
| Rörflöjt 8'           | Fugara 8'             | Principal 4'          | Oktavbas 8'     |        |
| Oktava 4'             | Voix celesta 8'       | Koppelflöjt 4'        | Gedackt 8'      |        |
| Spetsflöjt 4'         | Oktava 4'             | Blockflöjt 2'         | Oktava 4'       |        |
| Quinta 2 2/3'         | Traversflöjt 4'       | Nasat 1 1/3'          | Rauschkvint III |        |
| Oktava 2'             | Nasat 2 2/3'          | Scharf III            | Basun 16'       |        |
| Mixtur V              | Piccolo 2'            | Dulcian 8'            | Trumpet 8'      |        |
| Cornett III           | Ters 1 3/5'           | Tremulant             |                 |        |
| Trumpet 8'            | Mixtur V-VII          |                       |                 |        |
|                       | Fagott 16'            |                       |                 |        |
|                       | Tromp. harm. 8'       |                       |                 |        |
|                       | Oboe 8'               |                       |                 |        |
|                       | Tremulant             |                       |                 |        |

## Bildgalleri

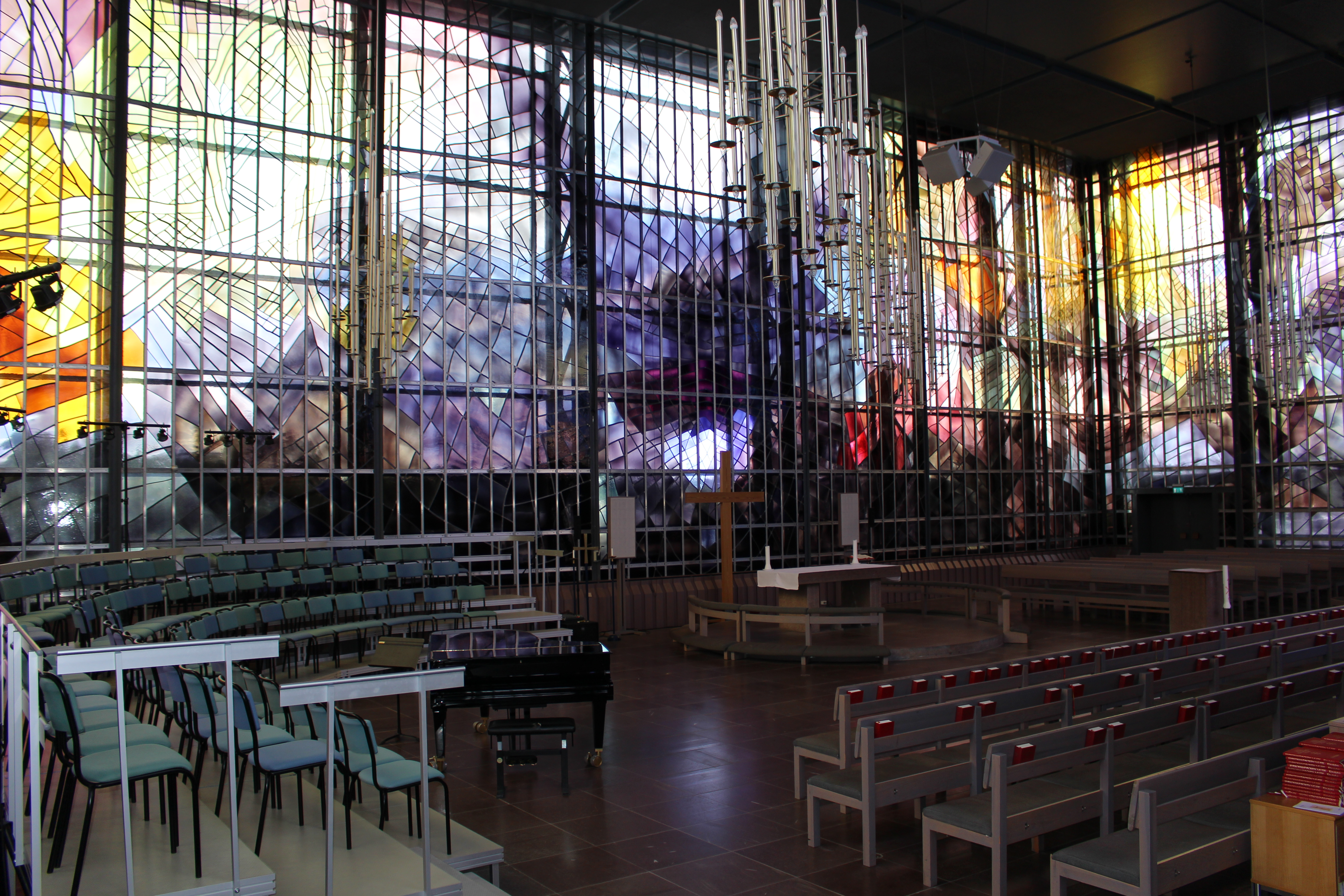
Kyrkorum
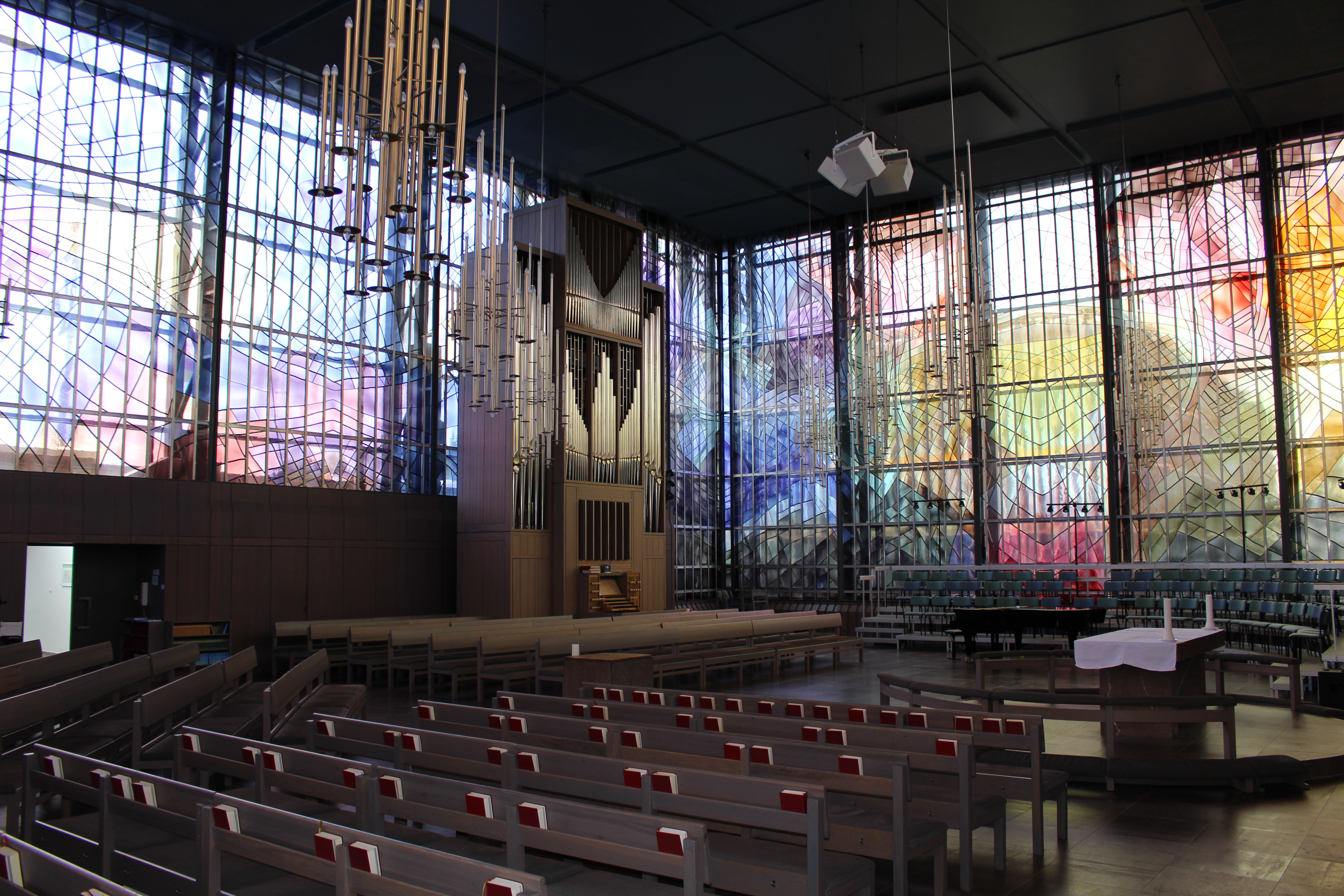
Vy mot ingång
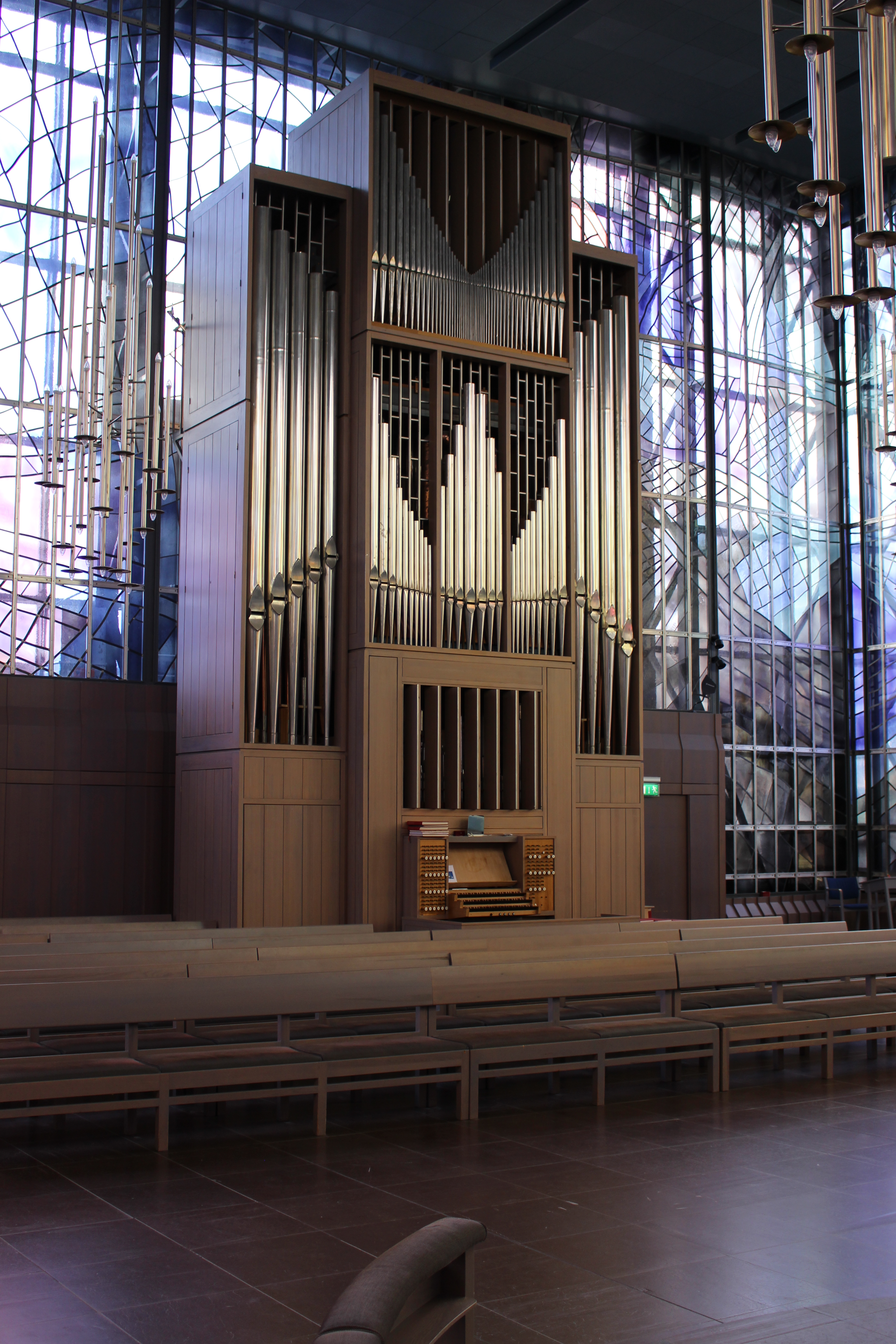
Orgel
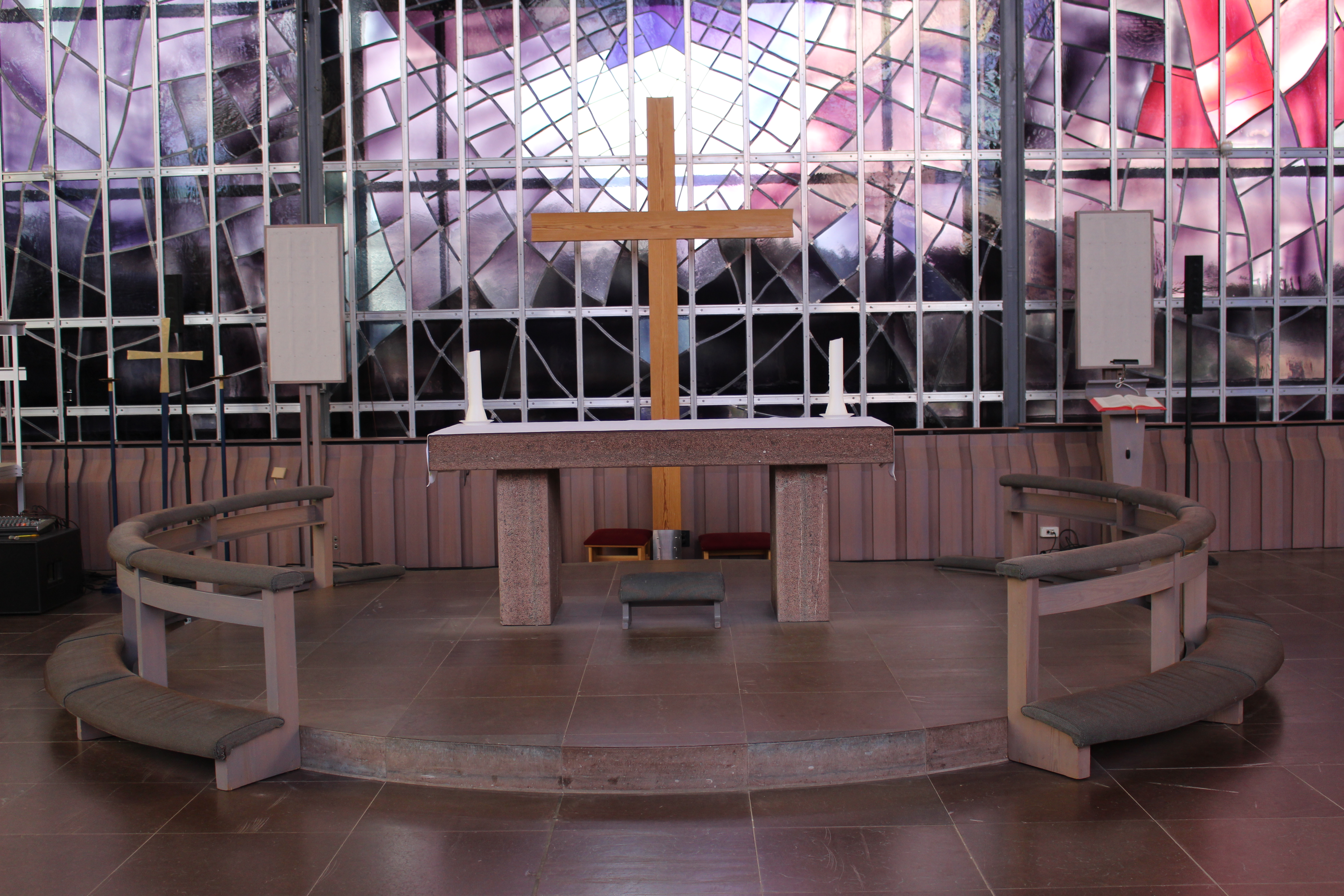
Altare och altarring
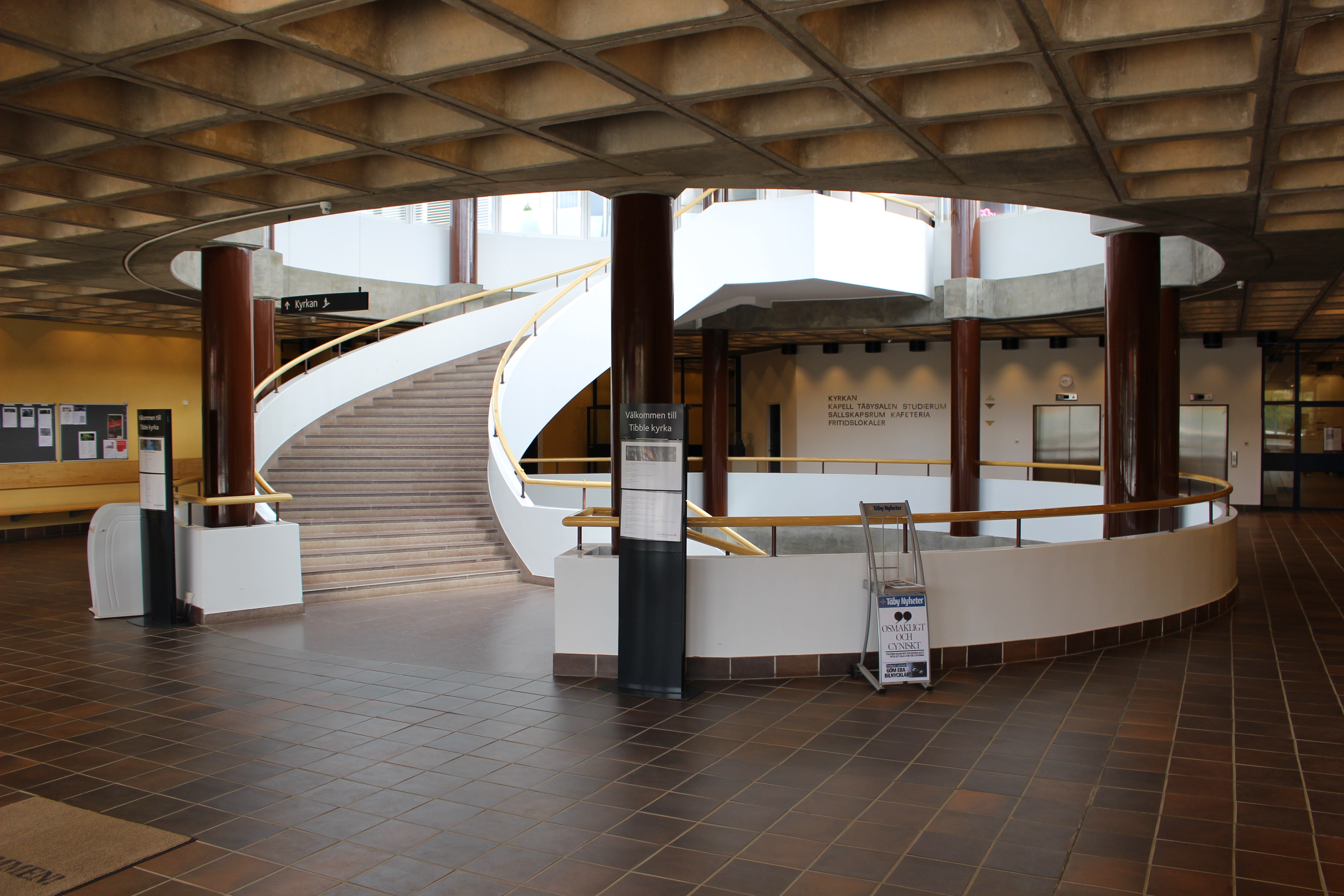
Entré till Tibble kyrka
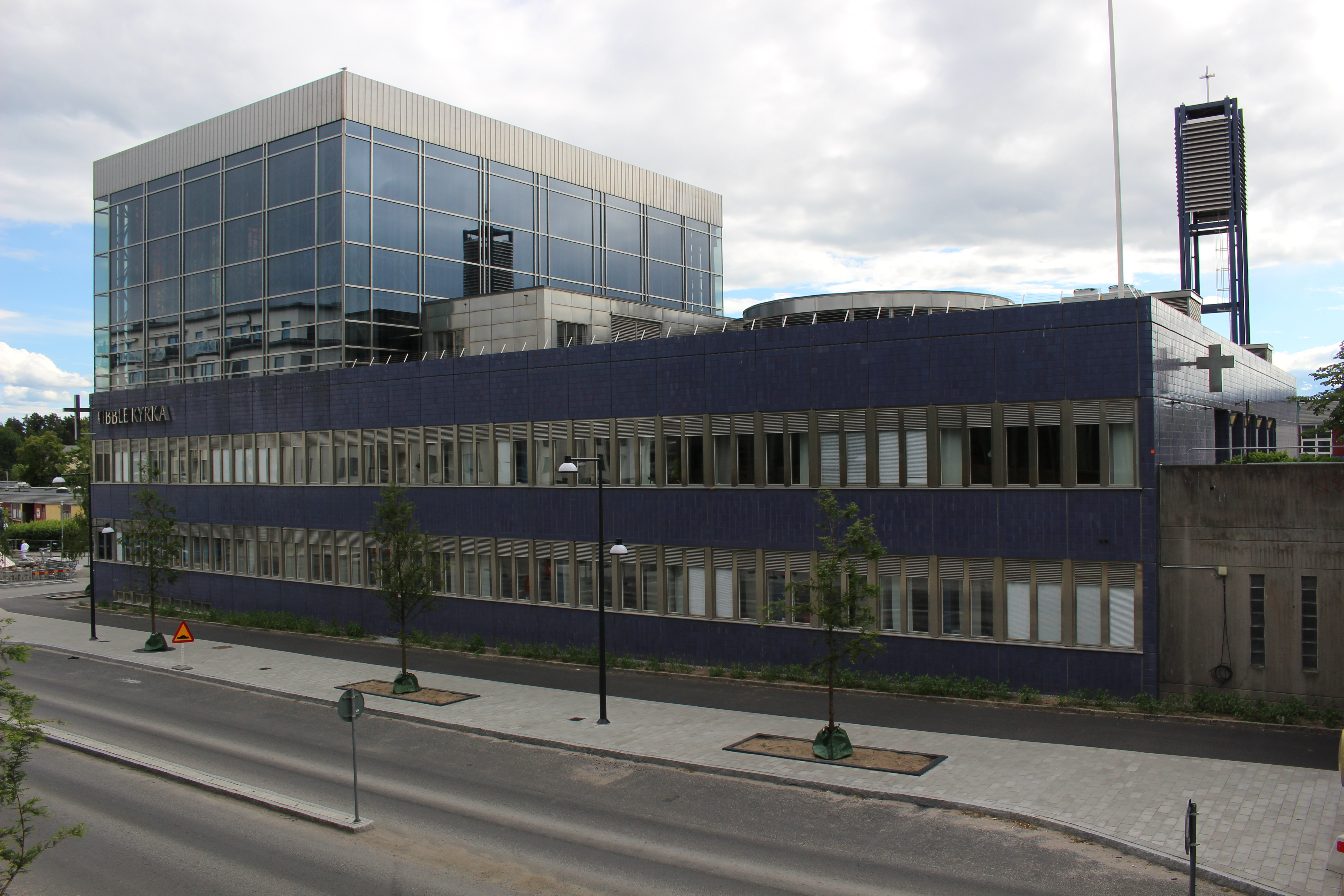
Tibble kyrka